# Île Trinity
Pour les articles homonymes, voir Trinity.
L'île Trinity (en espagnol : Isla Trinidad ; en anglais : Trinity Island) est une île inhabitée située à environ un kilomètre au nord-est de la l'île principale des îles Willis, en Géorgie du Sud-et-les îles Sandwich du Sud. L'île possède trois sommets majeurs.